# Bergbaumuseum Krásno

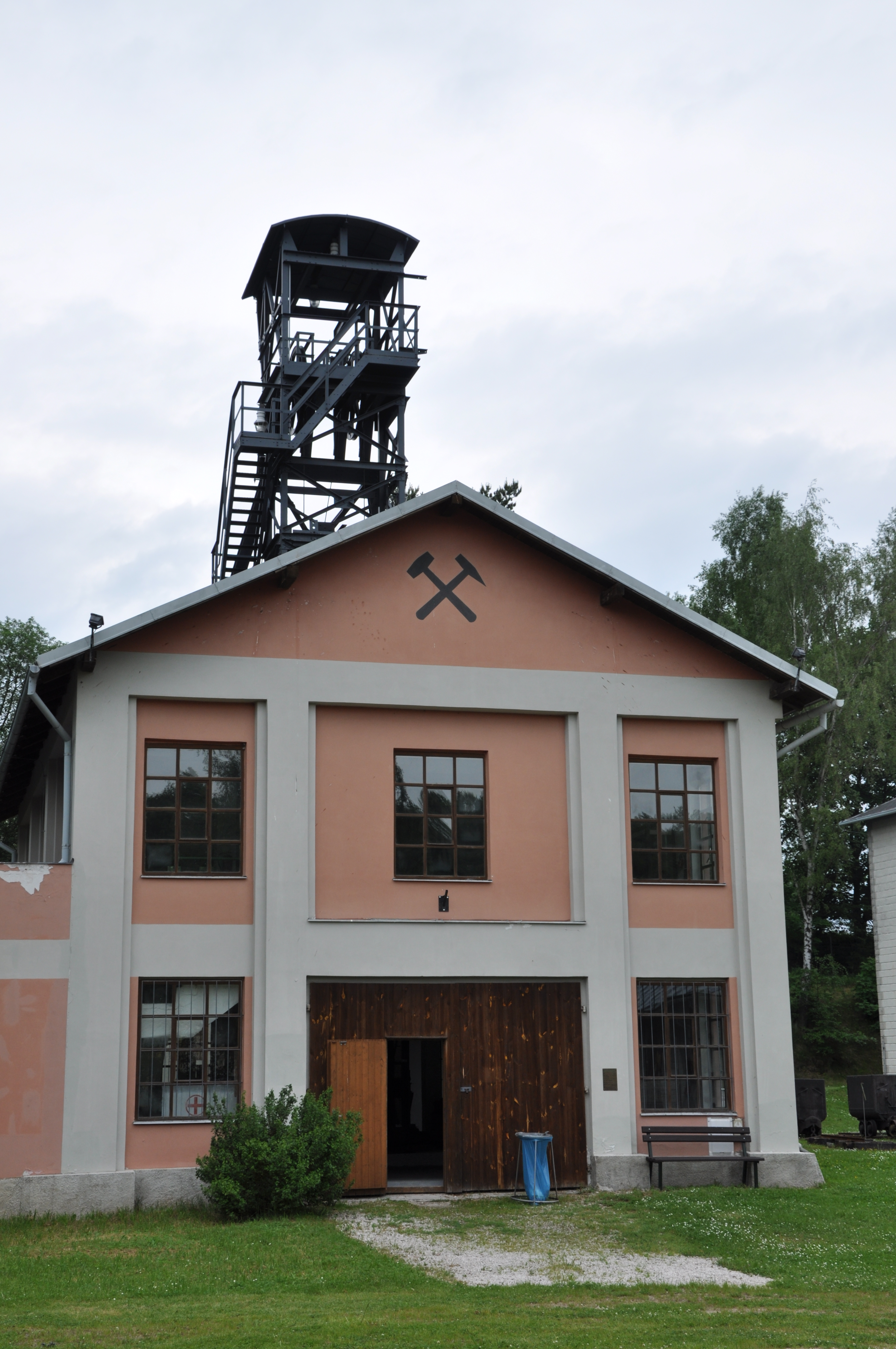
Gebäude auf dem Ausstellungsgelände

Das Bergbaumuseum Krásno ist ein Museum zur Geschichte des Bergbaus in Krásno nad Teplou im Okres Sokolov in Tschechien. Es ist dem Bezirksmuseum Sokolov angegliedert. Auf dem Gelände sind Ausstellungsstücke im Freien und auf mehrere Gebäude verteilt. Neben Exponaten der jüngsten Geschichte widmet sich eine Abteilung den mittelalterlichen Abbautechniken. Bei den Gebäuden handelt es sich u. a. um den ehemaligen Maschinenraum, den Förderturm und die Trafostation.

## Geschichte
Das Museum entstand 1998 auf dem Gelände der ehemaligen Zinngrube Wilhelmschacht (Vilém), in der 1991 der Bergbau eingestellt wurde. Es wurde am 5. September 1998 eröffnet.
1991 wurde das Bergwerk Stannum sowie weitere Bergbaubetriebe stillgelegt. Durch verschiedene Bemühungen, unter anderem des Bergwerksmuseums in Příbram wurden Teile des ehemaligen Bergwerks Vilém und das Grundstück an das damalige Bezirksmuseum Sokolov übertragen.
1994 wurde als erstes Exponat die Dampffördermaschine ins Museum gebracht. Während des Aufbaus wurden Instandsetzungen durchgeführt und die Maschine im Werkstattgebäude aufgestellt. Dieses Gebäude wurde 1998 der Öffentlichkeit zugänglich gemacht. 2003 schloss der Bergwerksbahnbetrieb im Bezirk Sokolov, Lokomotiven und Wagen wurden nach Krásno verlegt.
2004 wurde der zweite Teil der Ausstellung, der hauptsächlich dem Bergbau gewidmet ist, eröffnet. 2007 folgte im ehemaligen Werkstattgebäude eine Ausstellung des frühneuzeitlichen Bergbaus. 2011 wurde das Hauptgebäude modernisiert und die Ausstellung über Braunkohle und Erz sowie über die Stadt Krásno eröffnet. Dazu gehört auch ein Exponat des Bildhauers und Keramikkünstlers Willy Ruß.
Seither sind Lokomotiven und Wagen mit Spurweiten von 450 und 600 mm aus den Stollen des Slavkov-Bezirks und einer Spurweite von 900 mm aus dem Braunkohletagebau ausgestellt. Darüber hinaus gibt es eine Abteilung über Bergbautransporte, über Bergbaurettung sowie eine Ausstellung über die Dörfer, die durch Bergbautätigkeiten verschwunden sind. Von Mai bis Oktober fährt die Grubenbahn für die Besucher.

## Exponate
In der ehemaligen Anlage ist die 54 Tonnen schwere Dampffördermaschine das größte Exponat. Sie wurde 1994 aus der eingestellten Grube Marie in Královské Poříčí in das Museum gebracht. 1897 in Prag von der Böhmisch-Mährischen Maschinenfabrik mit der Baunummer 872 geliefert, wurde sie im selben Jahr installiert und in Betrieb genommen. Es handelt sich um eine horizontale Doppelzylindermaschine mit Dampfverteilung durch Kipphebel. Die Maschine lief 98 Jahre im Bergwerk. Außer einer größeren Reparatur, die in den 1950er Jahren durchgeführt wurde, war während der gesamten Betriebszeit keine größere Wartung notwendig. Mit wenigen Ausnahmen sind alle Maschinenkomponenten original und voll funktionsfähig.

## Bilder

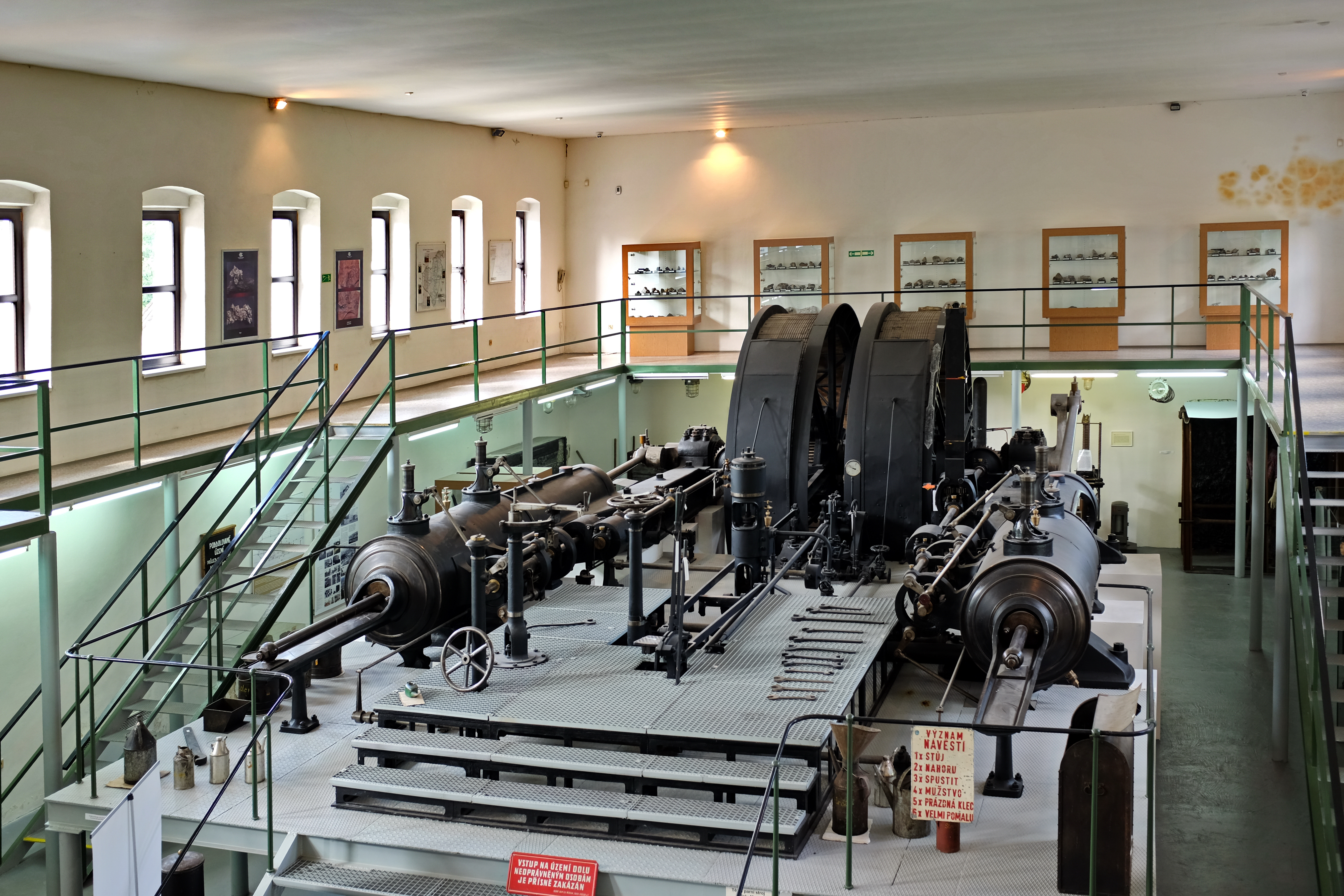
Dampffördermaschine
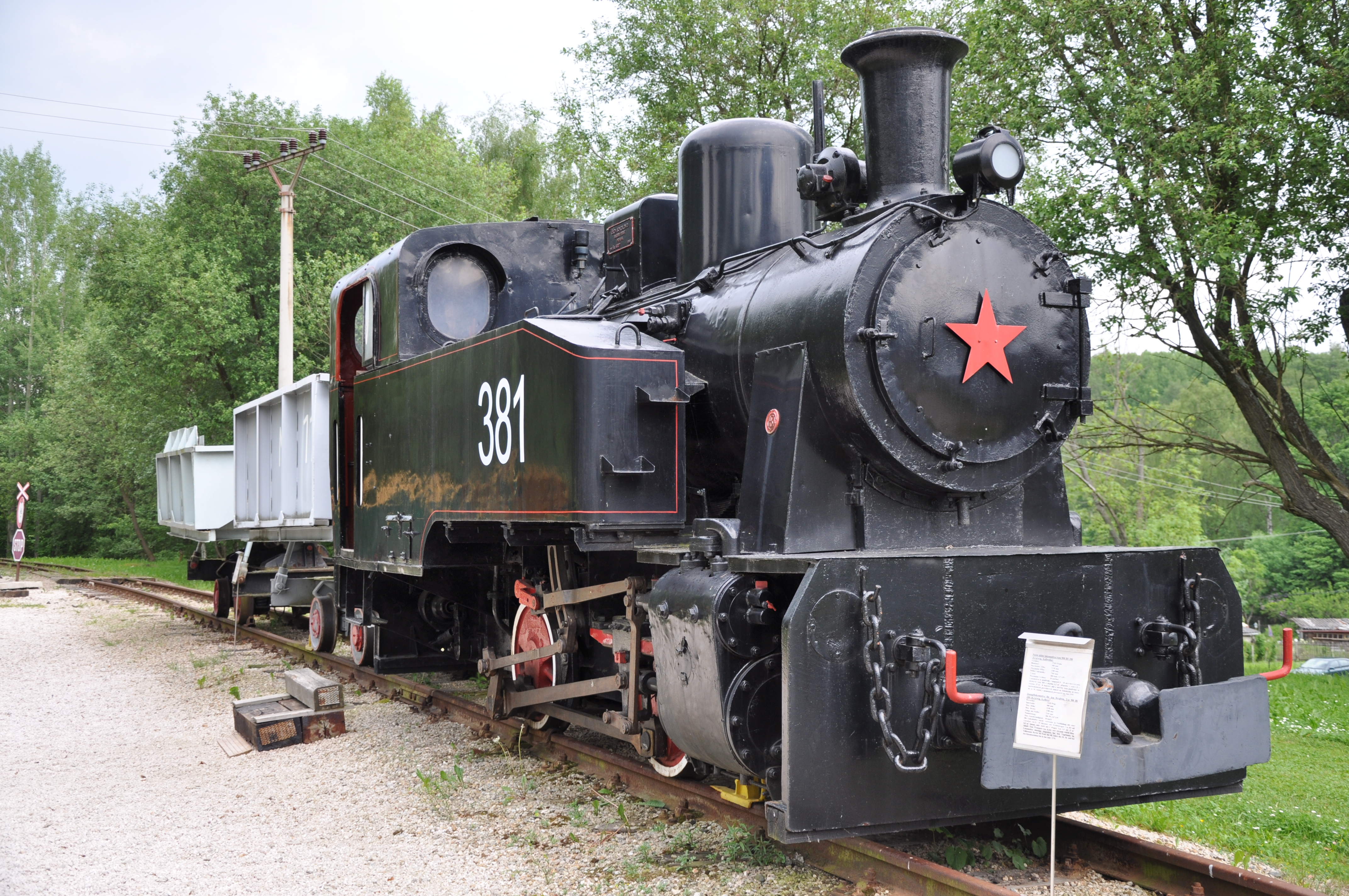
900-mm-Schmalspurdampf- lokomotive
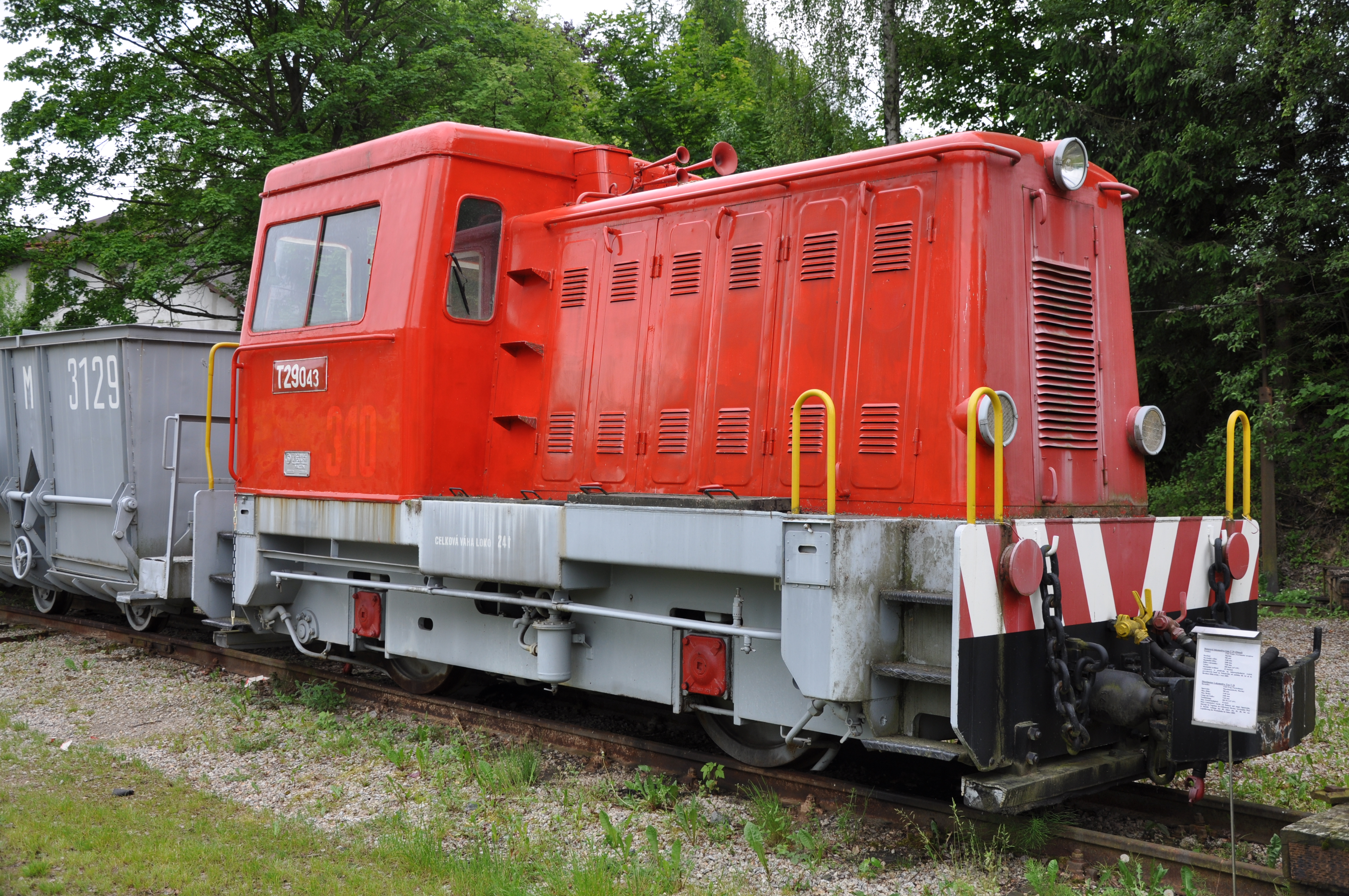
900-mm-Diesellokomotive
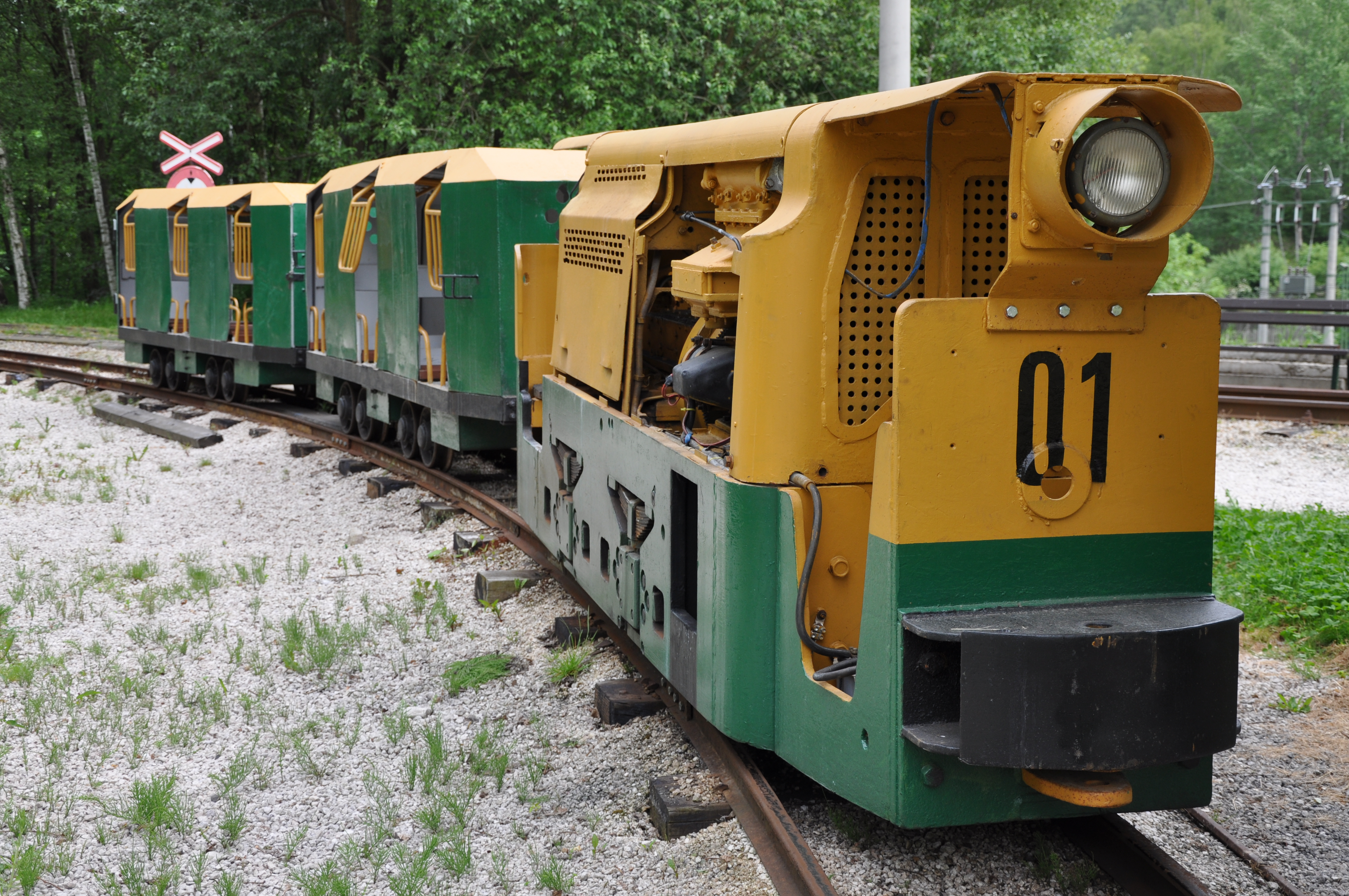
Grubenbahn

## Besonderes
Das Museum ist zusammen mit einem Netz von Lehrpfaden und Wanderwegen Teil des Geoparks Bayern-Böhmen.